# 阿瓜博阿
阿瓜博阿是巴西马托格罗索州的一个市镇。总面积7582平方公里，总人口18994人，人口密度2.5人/平方公里。